# Pseudanthias regalis
Pseudanthias regalis е вид бодлоперка от семейство Serranidae. Видът е уязвим и сериозно застрашен от изчезване.

## Разпространение
Разпространен е във Френска Полинезия.

## Описание
На дължина достигат до 8 cm.